# El Bosque (Chili)
El Bosque is een gemeente in de Chileense provincie Santiago in de regio Región Metropolitana. El Bosque telde 162.505 inwoners in 2017.
- Library of Congress Control Number: no2005046906
- Nationale Bibliotheek van Israël: 987007487116905171
- Virtual International Authority File: 134051898